# 브라더 (2000년 영화)
브라더(Brother)는 영국에서 제작된 기타노 다케시 감독의 2000년 영화이다. 기타노 다케시 등이 주연으로 출연하였고 모리 마사유키 등이 제작에 참여하였다.

## 출연

### 주연
- 기타노 다케시
- 마키 쿠로우도
- 오마 엡스

### 조연
- 가토 마사야
- 오스기 렌
- 테라지마 스스무
- 이시바시 료
- 제임스 쉬게터
- 와타리 테츠야

## 제작진
- Line PD: 코미야 신지
- 공동제작: 앤 카리
- 공동제작: 요시다 타키오
- 분장: 미야우치 미치오